# Туркусова (станция скоростного трамвая)
«Туркусова» (пол. Turkusowa) — станция скоростного трамвая в Щецине. Своё название получила благодаря одноимённой улицы. Открыта 29 августа 2015 года в составе первой очереди строительства. Станция проектировалась и создавалась как временная. «Туркусова» — самая восточная станция скоростного трамвая в Щецине.

## Описание
Станция представляет собой разворотное кольцо, обычное для трамвая. В середине кольца есть пять платформ — для посадки и для высадки пассажиров. «Туркусова» — конечная станция маршрутов № 2, № 7 и № 8.

## Галерея

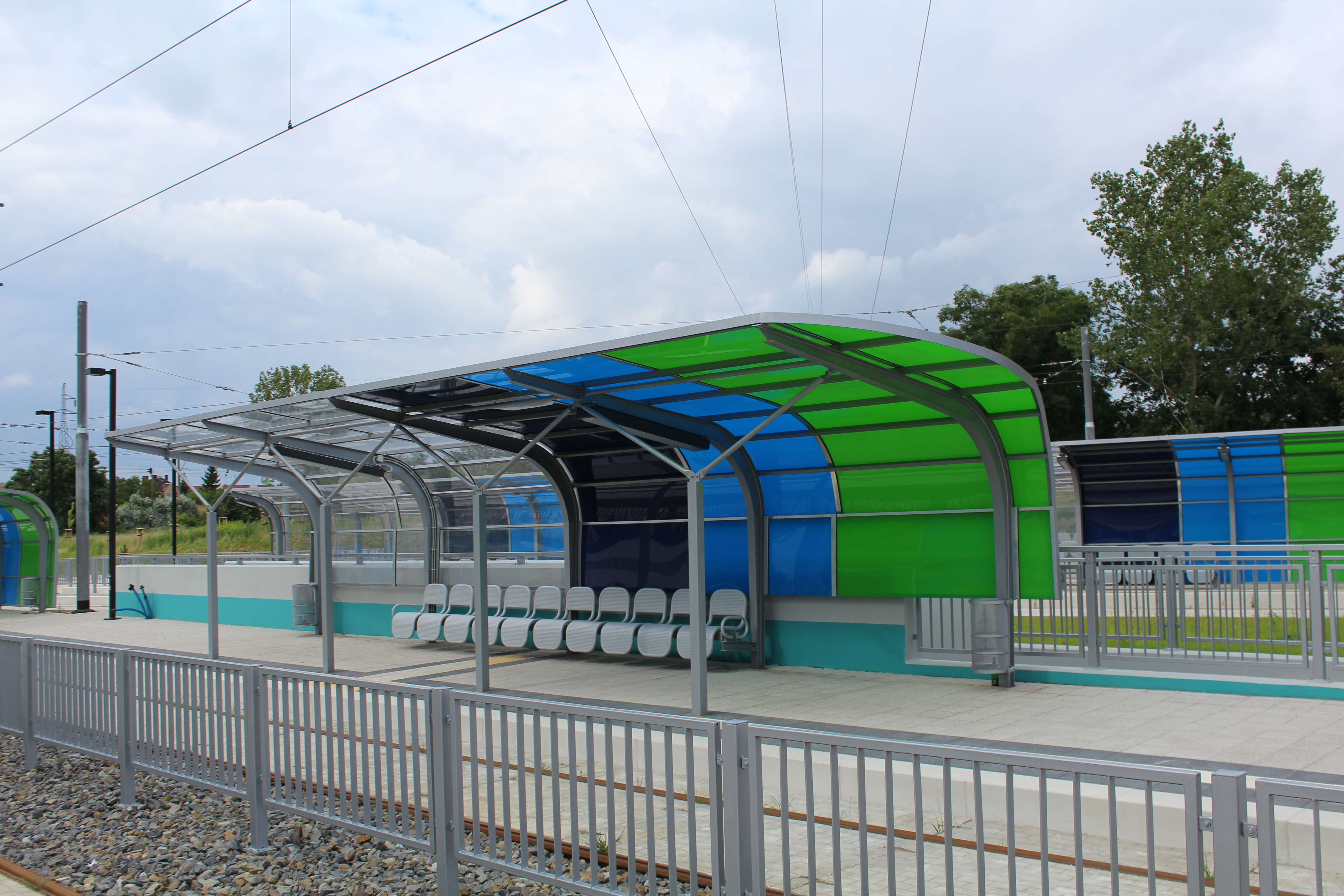
Вид на посадочную платформу
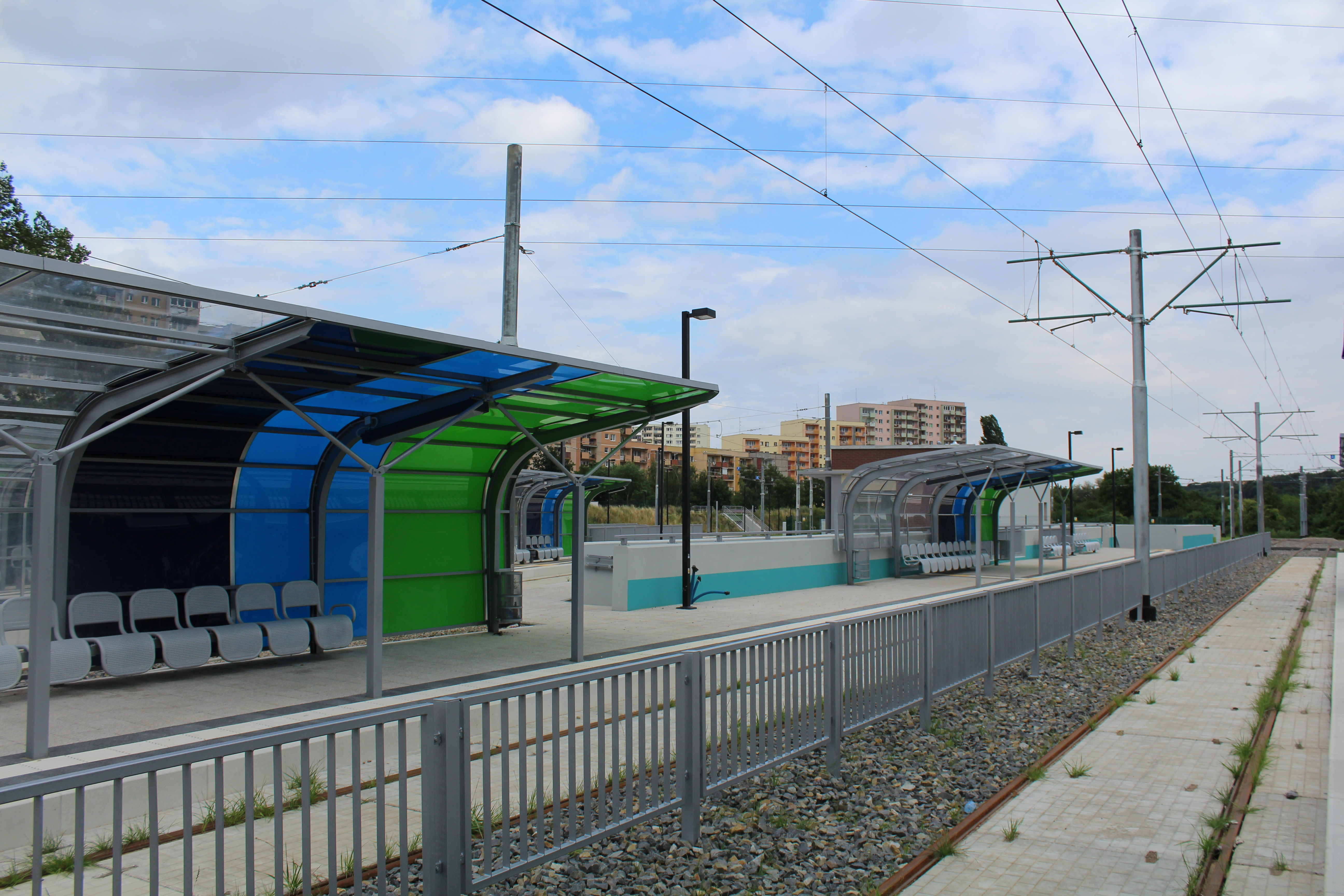
Вид на посадочную платформу
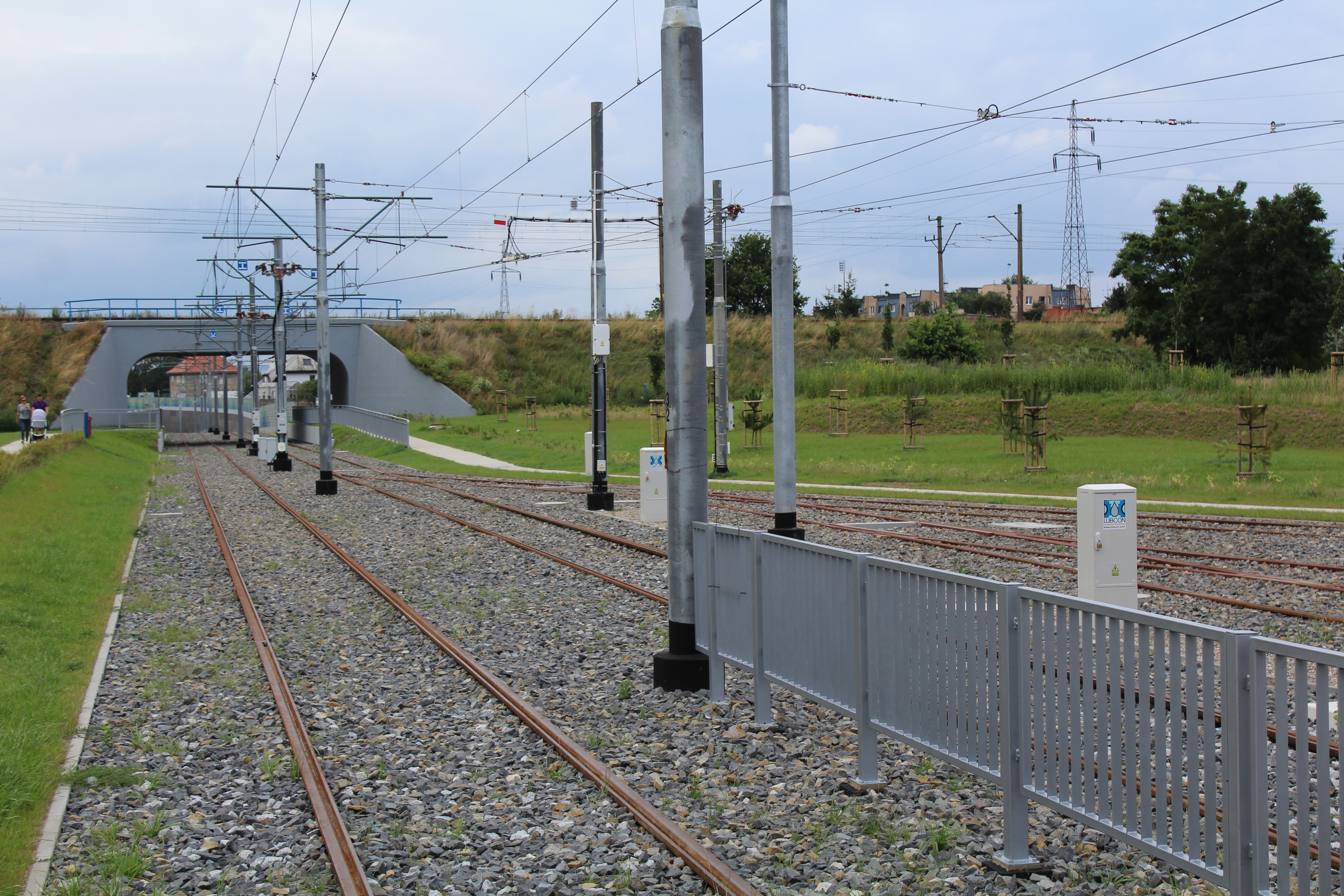
Вид в сторону станции «Ясьминова ЗУС»